# Col des Saisies
Der Col des Saisies ist ein 1650 Meter hoher Gebirgspass in den französischen Alpen. Er befindet sich in der Region Auvergne-Rhône-Alpes im Département Savoie und verbindet über die D218B die Gemeinden Flumet im Norden mit Beaufort im Süden. Auf der Passhöhe befindet sich das Skigebiet Les Saisies, das namengebend für den Pass ist. Der Col des Saisies ist ein Teil der Route des Grandes Alpes.

## Streckenführung
Insgesamt kann der Pass über zwei Nord- und zwei Südauffahrten erreicht werden. Die bekanntesten verlaufen jedoch auf der D218B. Weitere Möglichkeiten bieten die D71A über Crest-Voland und die D70 über Hauteluce.
Die Nordauffahrt beginnt in Flumet und beinhaltet mehrere Flachstücke und Abfahrten. Die ersten sechs Kilometer verlaufen jedoch gleichmäßig und wiesen eine durchschnittliche Steigung von knapp unter 7 % auf. Unmittelbar nach dem Start in Flumet erreicht man mit vier engen Kehren den markantesten Abschnitt des Passes. Nachdem die Straße zunächst durch bewaldetes Gebiet führt, folgt nach rund dreieinhalb Kilometern die Ortschaft Notre-Dame-de-Bellecombe. Hier wird mit rund 8 % der steilste Kilometer des Anstiegs absolviert. Im Anschluss flacht die Straße für rund einen Kilometer ab, ehe sie bei Le Planay erneut für rund zwei Kilometer zu steigen beginnt. In diesem Abschnitt befindet man sich in offenem Terrain, wobei zahlreiche Chalets passiert werden. Nach neun gefahrenen Kilometern folgt eine flache eineinhalb Kilometer lange Abfahrt, bevor die Straße wieder ansteigt und zurück in bewaldetes Gebiet führt. Auf den letzten zwei Kilometern nimmt die Steigung erneut deutlich ab und führt bei rund 3 % im Schnitt auf die Passhöhe, die sich im Skiort Les Saisies befindet. Insgesamt weist die 14,8 Kilometer lange Nordauffahrt eine Durchschnittssteigung von 5 % auf.
Die Südauffahrt von Beaufort verläuft deutlich rhythmischer. Der Einstieg erfolgt nach dem Abbiegen von der D925, die Villard-sur-Doron mit Beaufort verbindet. Auf den ersten sieben Kilometern liegen die Steigungsschnitte der einzelnen Kilometer bei rund 6 %, ehe kurz vor der Abzweigung nach Hauteluce eine kurze Zwischenabfahrt folgt. Im Anschluss beginnt die Straße jedoch erneut zu steigen und sinkt auf den nächsten vier Kilometern nicht unter 7 % ab. Die letzten zwei Kilometer führen durch Les Saises mit einer durchschnittlichen Steigung von rund 6 %. Insgesamt weist die 14,6 Kilometer lange Südauffahrt eine Steigung von 6,4 % auf.

## Tour de France
Im Jahr 1979 führte die Tour de France auf der 16. Etappe erstmals über den Col de Saisies. Auf dem Weg von Morzine nach Les Menuires wurde die Nordauffahrt des Passes auf der erste Hälfte der Etappe befahren. Mit Henk Lubberding überquerte ein Niederländer als erster Fahrer die Passhöhe, auf der eine Bergwertung der 2. Kategorie abgenommen wurde. Die zweite Befahrung stand im Jahr 1984 auf dem Programm, wobei diesmal die Südauffahrt absolviert wurde. Nach zwei weiteren Befahrungen über die Süd- (1987) und Nordauffahrt (1992), wurde im Jahr 1994 erstmals eine Bergwertung der 1. Kategorie auf der Passhöhe abgenommen. In den Folgejahren wurde der Col des Saisies von beiden Seiten als Anstieg der 1. Kategorie klassifiziert. Die wohl bekannteste Begebenheit auf dem Col des Saisies ereignete sich auf der 17. Etappe der Tour de France 2006. Damals stellte der Pass den ersten von vier hohen Alpen-Anstiegen dar. Der US-Amerikaner Floyd Landis, der Tags zuvor im Schlussanstieg nach La Toussuire über acht Minuten auf den Gesamtführenden Óscar Pereiro verloren hatte, griff auf der Südauffahrt des Col des Saisies an und gewann die Etappe nach einer über 100 Kilometer langen Solo-Flucht mit einem Vorsprung von fast sechs Minuten. Zwei Tage später übernahm Floyd Landis das Gelbe Trikot und fuhr in Paris als Gesamtsieger ein, ehe ihm der Sieg aufgrund eines positiven Doping-Tests aberkannt wurde.
Nach dem Jahr 2010 nutzen die Organisatoren der Tour de France vermehrt den Anstieg des nahegelegenen Mont Bisanne (1723 m), wodurch die Überquerung des Col des Saisies in den Jahren 2016 und 2018 ohne Bergwertung erfolgte. 2020 kehrte der Col des Saisies im Rahmen der 18. Etappe ins Programm der Tour de France zurück. Die Südauffahrt wurde jedoch erstmals seit 1987 wieder als Anstieg der 2. Kategorie klassifiziert. Nur ein Jahr später folgte die neuerliche Befahrung der Nordauffahrt, die jedoch weiterhin als Bergwertung der 1. Kategorie gilt. Bei der Tour de France 2023 wurde die Nordauffahrt im Rahmen der 17. Etappe befahren.
Im Jahr 2025 sollte der Col des Saisies im Rahmen der 19. Etappe überquert werden. Jedoch wurde die Etappe verkürzt und die Überquerung des Col de Saisies entfiel.
| Jahr | Etappe     | Bergwertung  | Erster am Gipfel   | Auffahrt |
| ---- | ---------- | ------------ | ------------------ | -------- |
| 1979 | 16. Etappe | 2. Kategorie | Henk Lubberding    | Nord     |
| 1984 | 19. Etappe | 2. Kategorie | Pedro Delgado      | Süd      |
| 1987 | 22. Etappe | 2. Kategorie | Omar Hernández     | Süd      |
| 1992 | 13. Etappe | 2. Kategorie | Claudio Chiappucci | Nord     |
| 1994 | 18. Etappe | 1. Kategorie | Peter De Clercq    | Süd      |
| 1995 | 09. Etappe | 1. Kategorie | Federico Muñoz     | Nord     |
| 2000 | 16. Etappe | 1. Kategorie | Marco Pantani      | Süd      |
| 2002 | 17. Etappe | 1. Kategorie | Mario Aerts        | Süd      |
| 2006 | 17. Etappe | 1. Kategorie | Patrice Halgand    | Süd      |
| 2009 | 17. Etappe | 1. Kategorie | Thor Hushovd       | Süd      |
| 2010 | 09. Etappe | 1. Kategorie | Jérôme Pineau      | Nord     |
| 2020 | 18. Etappe | 2. Kategorie | Marc Hirschi       | Süd      |
| 2021 | 09. Etappe | 1. Kategorie | Wout Poels         | Nord     |
| 2023 | 17. Etappe | 1. Kategorie | Giulio Ciccone     | Nord     |